# حدائق الحسين

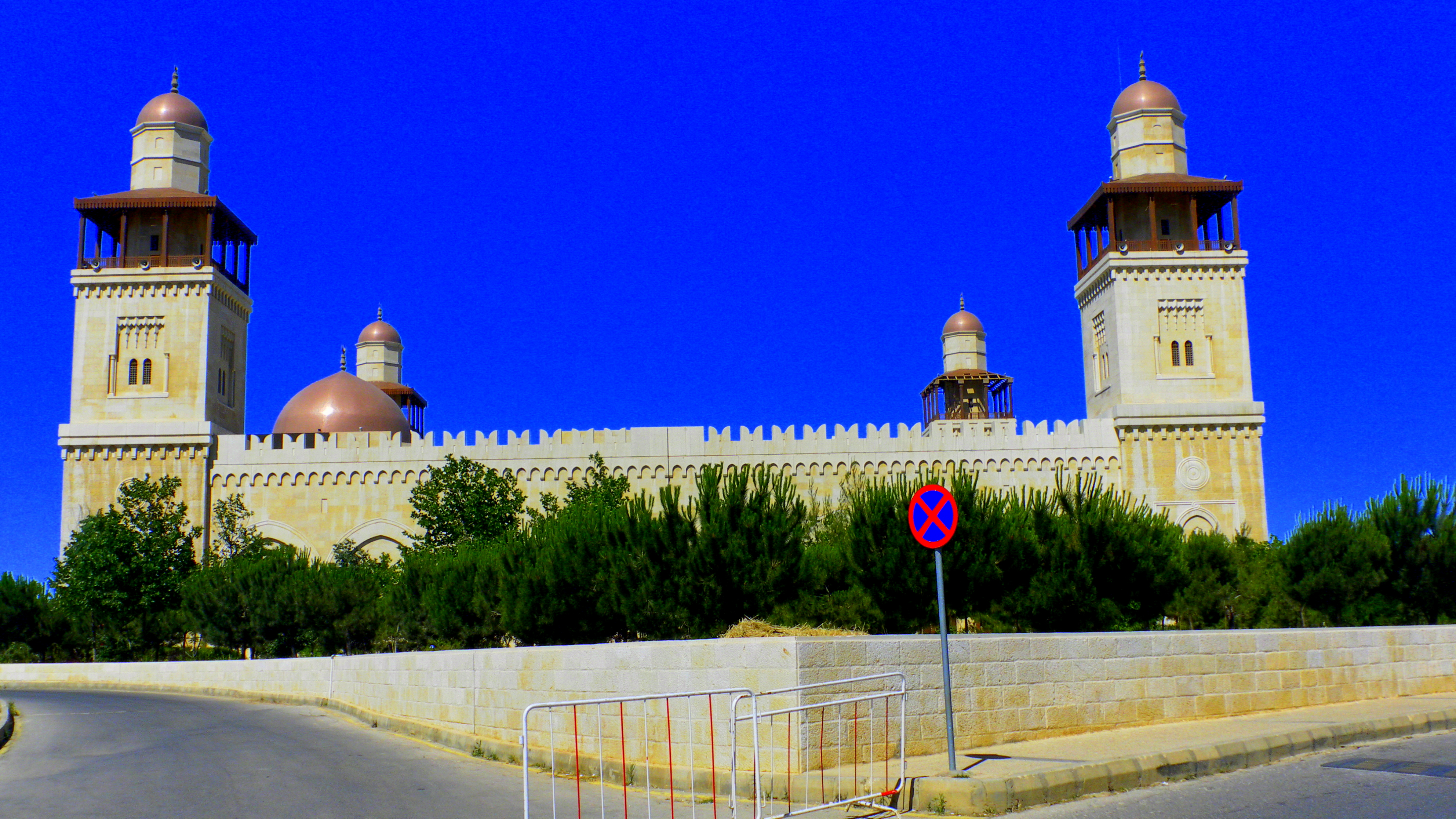
مسجد الملك حسين

حدائق الحسين، هي حديقة عامة تقع في مدينة عمان في الأردن، تعتبر معلماً بارزاً في مدينة عمان تتضمن قرية ثقافية وملاعب رياضية ونصب تذكاري ومدرج وساحة دائرية، بالإضافة إلى متحف السيارات الملكي ومتحف الأطفال (الأردن) ومسجد الملك الحسين.
تشغل المناطق ذات المناظر الطبيعية حوالي 280,000 متر مربع. تشمل في بعض أجزائها عناصر المياه والأشجار والنباتات والمصاطب بارتفاعات مختلفة كما تتضمن مواقع تمثل فترات تاريخية مختلفة. صمم الحديقة وبناها "عالم الهندسة للبناء والمقاولات" عام 2006."
تحيط القرية الثقافية بمتاجر الحرف اليدوية الأردنية، وتهدف لتقديم التراث الثقافي في الأردن سواء للأردنيين والزوار. تتضمن الحديقة لوحة جدارية بطول 488 متر، تعرض تاريخ الأردن منذ نشأة الإنسانية في المنطقة حتى الوقت الحاضر، بحيث يمثل كل قسم فيها حدثاً تاريخياً هاماً. صنعت الجدارية من مواد طبيعية كالرخام والجرانيت والحديد والبرونز والسيراميك والفخار.
أما الساحة الدائرية، فهي مزينة بالبلاط والرمل والعشب، وتستخدم في الاحتفالات والمناسبات المختلفة.
تتوفر في الحديقة المرافق الرياضية كملاعب كرة القدم وكرة السلة وكرة الطائرة والتنس. كما تتضمن مواقع للتخييم ومدرجات حجرية تتسع لـ 150 متفرج.